# Tombeau thrace d'Alexandrovo
Le tombeau thrace d'Alexandrovo (ou tombe d'Aleksandrovo) est un monument funéraire enfoui sous un tumulus situé près du village d'Aleksandrovo (oblast de Khaskovo, au sud-est de la Bulgarie). Le monument date du IVe siècle av. n. è. La tombe thrace a livré des fresques d'un style unique en ce qui a trait à la Thrace antique.

## Histoire
Le monument est découvert le 17 décembre 2000 par l'archéologue bulgare Georgi Kitov après que celui-ci ait noté les traces d'excavations clandestines à l'endroit d'un tumulus situé à 2 km du village d'Alexandrovo. Des fouilles préliminaires avec permission officielle, ciblant le long corridor partiellement écroulé, prennent place entre le 10 et le 24 août 2001. 
Le Musée de l'art thrace dans les Rhodopes de l'Est, érigé dans le cadre d'un programme du gouvernement japonais d'aide dans le domaine de l'héritage culturel, a ouvert à proximité en 2009 et une copie du monument funéraire y a été aménagée.

## Description
Le monument est composé d'un passage (ou corridor) et de deux pièces, une de plan rectangulaire et la seconde de plan circulaire. Les parois des deux pièces sont couvertes de peintures murales présentant notamment des scènes de combat et de chasse,,,,. L'entrée de la tombe est située dans la périphérie orientale du monticule.

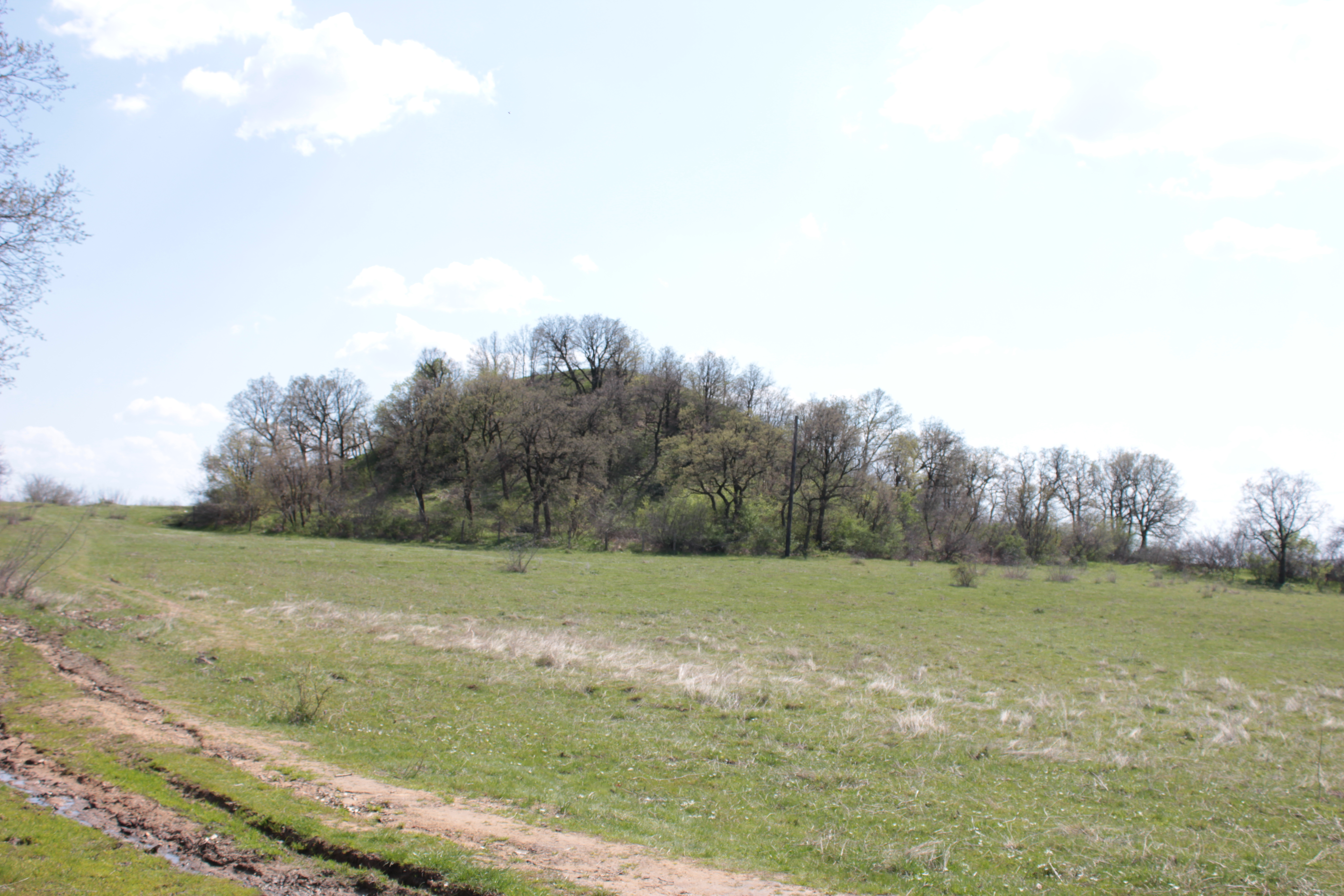
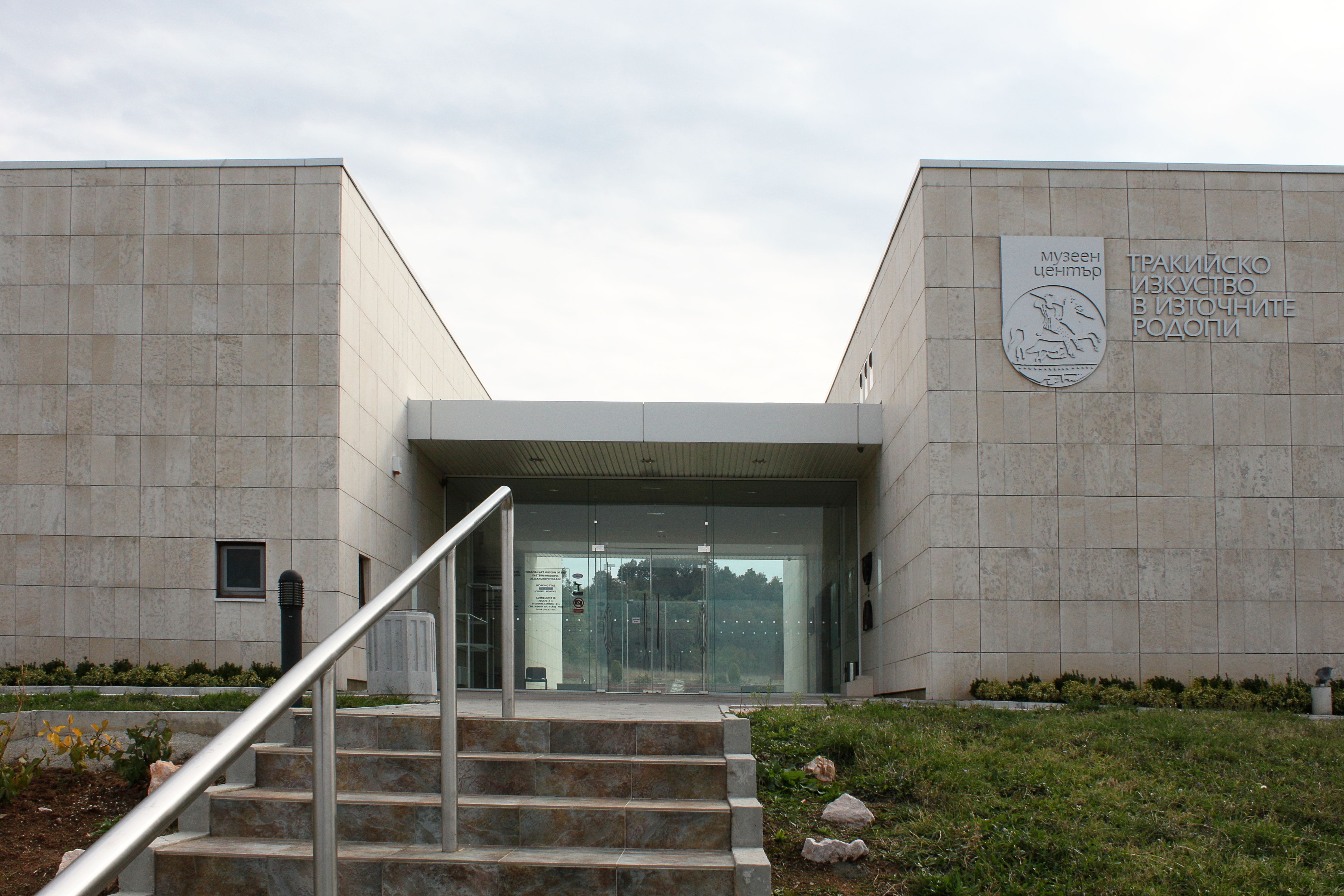
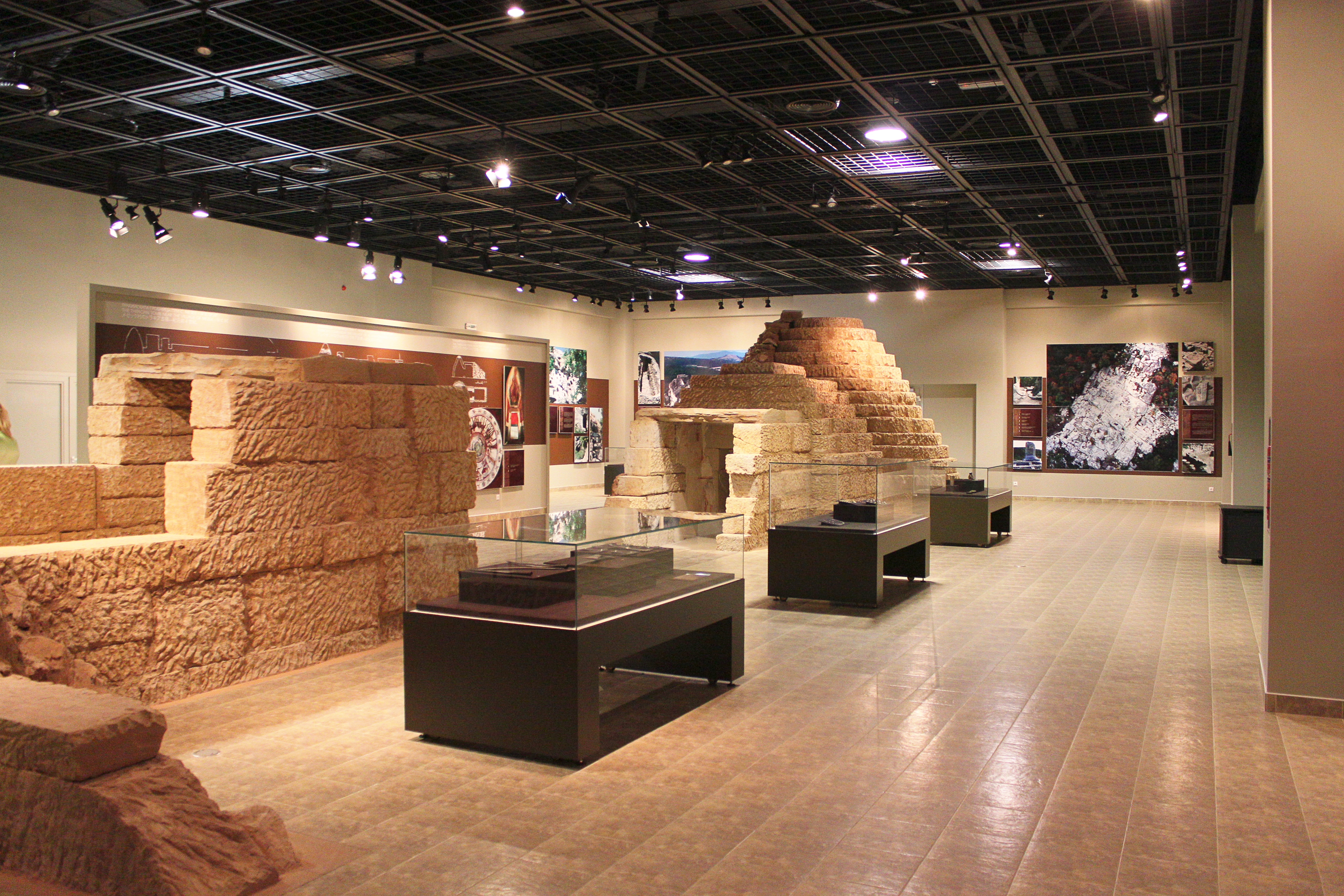
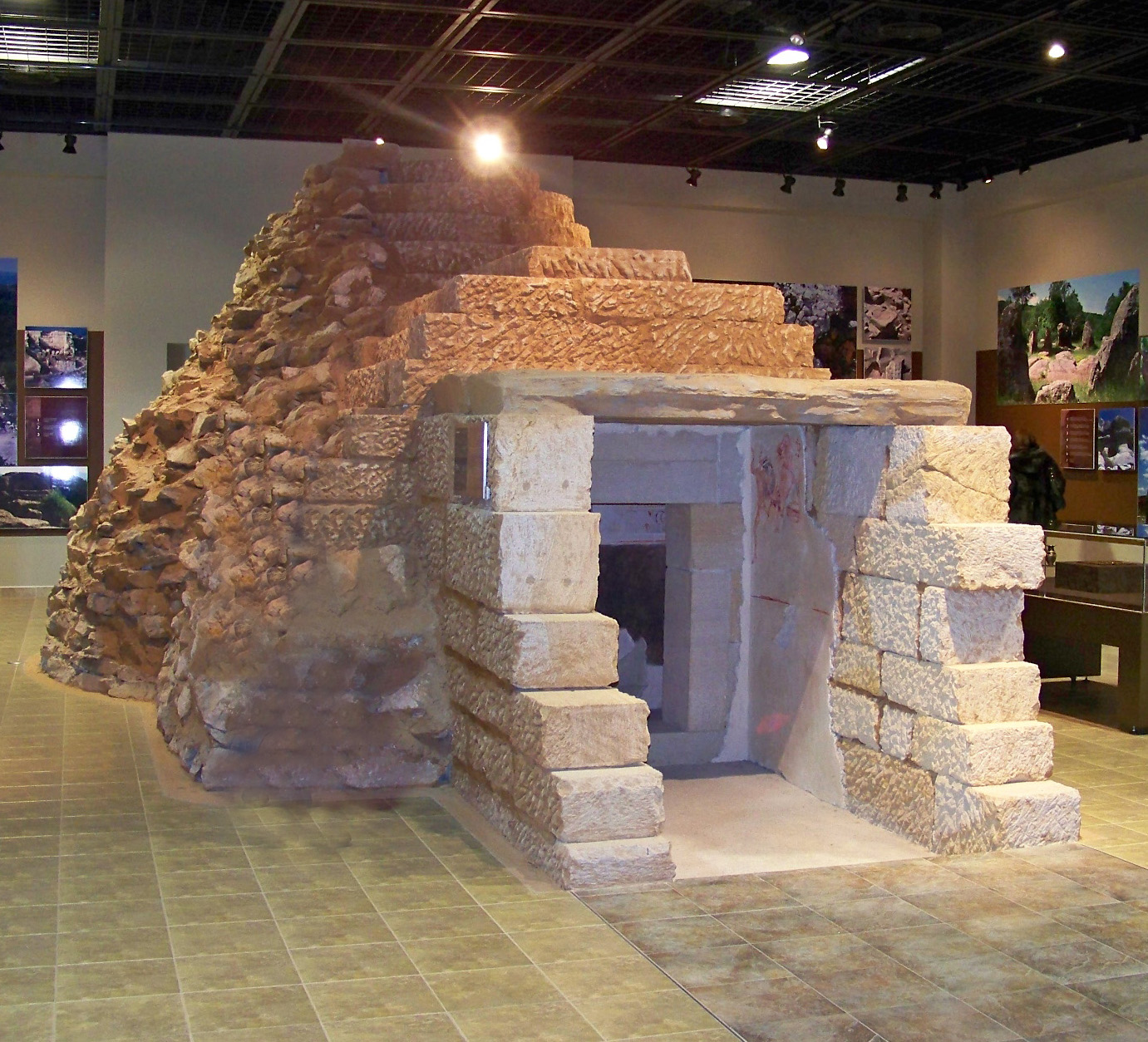
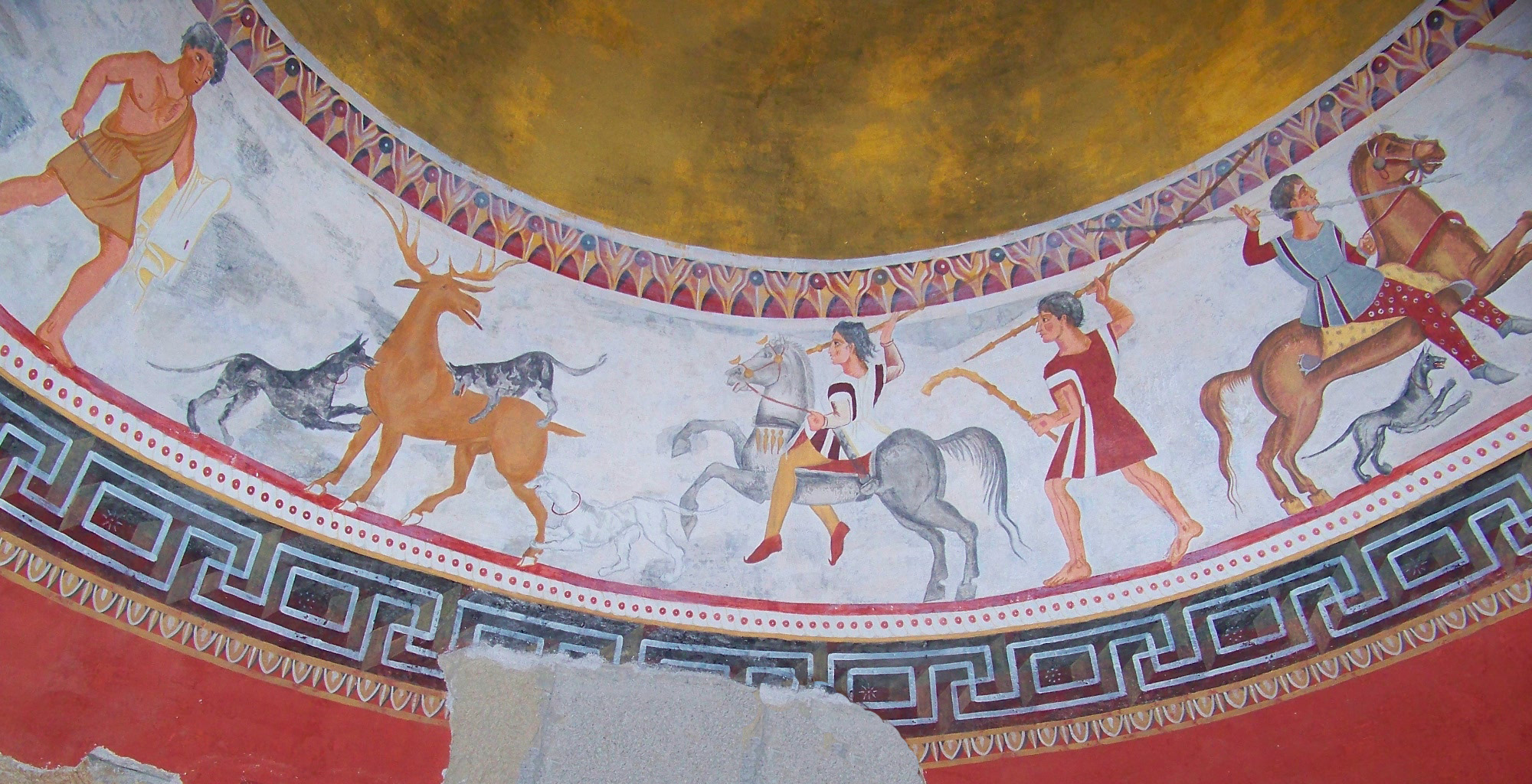
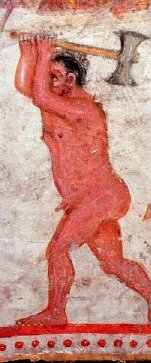
Élément de la peinture murale de la pièce circulaire (chambre funéraire) du monument d'Alexandrovo, interprété comme représentant le dieu Zalmoxis[10],